# مت لی (هنرمند)
مت لی (انگلیسی: Matt Lee؛ زادهٔ ۲۱ ژوئیهٔ ۱۹۸۱)، هنرمند، از فعالان جنبش نرم‌افزار آزاد، هکر و نویسنده اهل بریتانیا است.